# Clinodiplosis longistemmis
Clinodiplosis longistemmis är en tvåvingeart som beskrevs av Grover och Bakhshi 1978. Clinodiplosis longistemmis ingår i släktet Clinodiplosis och familjen gallmyggor. Inga underarter finns listade i Catalogue of Life.